# Noubroek
Noubroek is een polder nabij de Oost-Vlaamse plaats Hamme.

## Geschiedenis
Van de 11e tot de 13e eeuw werden de aanwezige broekbossen op de oevers van de Durme ontgonnen. Toen de Westerschelde steeds breder werd nam de getijdewerking toe en moesten de ontstane weilanden worden bedijkt. Dit moet bij de Noubroekpolder vóór 1245 zijn gebeurd. Uit 1614 dateert het oudst bekende reglement voor het polderbestuur. In de 17e eeuw besloeg de polder 261 ha en was daarmee de grootste polder van Hamme.
De familie d'Ursel was in de 16e eeuw de belangrijkste bezitter van grond. Er was een kade waar schepen konden meren die mest en bouwmaterialen aanvoerden en landbouwproducten, waaronder vlas en aardappelen, innamen. De oevers van de Durme waren ook geschikt voor het roten van vlas, en ook hennep, geschikt voor de fabricage van touw.
Omstreeks 1800 werd de turfwinning van belang. De turflaag, die in de Franse tijd werd ontdekt, lag diep, en de turfgaten werden later benut voor de karperteelt. De diepe putten zijn nooit gedempt en zijn te vinden in het gebied De Bunt. Elzen- en populierenplantages werden ingezet voor houtproductie.
In de jaren 90 van de 19e eeuw werd in de Schelde een nieuwe vaargeul gegraven, waartoe een deel van de polder werd afgegraven.
De polder werd begin 21e eeuw deels omgevormd tot gecontroleerd overstromingsgebied, waar rivierwater kan in- en uitstromen en zich schorren vormen. Ook buitendijks zijn schorren te vinden: de Gemene schoren van Hamme.